# Scopula abornata
Scopula abornata är en fjärilsart som beskrevs av Achille Guenée 1858. Scopula abornata ingår i släktet Scopula och familjen mätare. Inga underarter finns listade.